# 西宮市立西宮浜中学校
西宮市立西宮浜中学校（にしのみやしりつ にしのみやはまちゅうがっこう）は、かつて兵庫県西宮市西宮浜にあった公立中学校。2012年（平成24年）現在の生徒数は307名であった。

## 沿革
- 1998年（平成10年）4月1日 - 西宮市立西宮浜中学校創立。
- 2020年（令和2年）
  - 3月31日 - 閉校
  - 4月1日 - 西宮市立西宮浜小学校と統合し、西宮市立総合教育センター付属西宮浜義務教育学校が開校

## クラブ活動

### 運動部
- 陸上部
- 野球部
- サッカー部
- バスケットボール部
- バレーボール部
- 卓球部

### 文化部
- ジャズバンド部（通称MJO)
- コンピュータ部

## マリナフェスティバル
「マリナフェスティバル」は1998年度より行われている運動会である。第1回（1998年）の優勝チームは青組である。

## 校区
- 西宮市立西宮浜小学校

## 出身者
- 高良彩花（陸上選手）